# Julian Draxler
Julian Draxler (* 20. September 1993 in Gladbeck) ist ein deutscher Fußballspieler. Der Mittelfeldspieler steht seit September 2023 bei dem katarischen Verein Al-Ahli SC unter Vertrag. 2014 wurde er mit der deutschen Nationalmannschaft in Brasilien Weltmeister, 2017 gewann er den FIFA-Konföderationen-Pokal und wurde als bester Spieler des Turniers ausgezeichnet.

## Vereinskarriere

### Anfänge
Draxler begann mit dem Fußballspielen beim BV Rentfort aus seiner Geburtsstadt Gladbeck und wechselte im Alter von sechs Jahren zur SSV Buer 07/28, von der aus er 2001 im Alter von acht Jahren zum FC Schalke 04 kam. In der Folgezeit durchlief er, angefangen bei den U-9-Junioren, alle Schalker Jugendmannschaften bis hin zur U-19-Mannschaft. In den Spielzeiten 2009/10 und 2010/11 kam Draxler zu 15 Einsätzen in der U-19-Mannschaft des FC Schalke 04 in der A-Junioren-Bundesliga West, in denen er zehn Tore schoss. Mit der U-19 von Schalke 04 wurde er 2011 Vizemeister in der Bundesliga West und Westfalenpokalsieger. In dieser Saison kam er auf zwölf Einsätze und acht Tore.

### FC Schalke 04

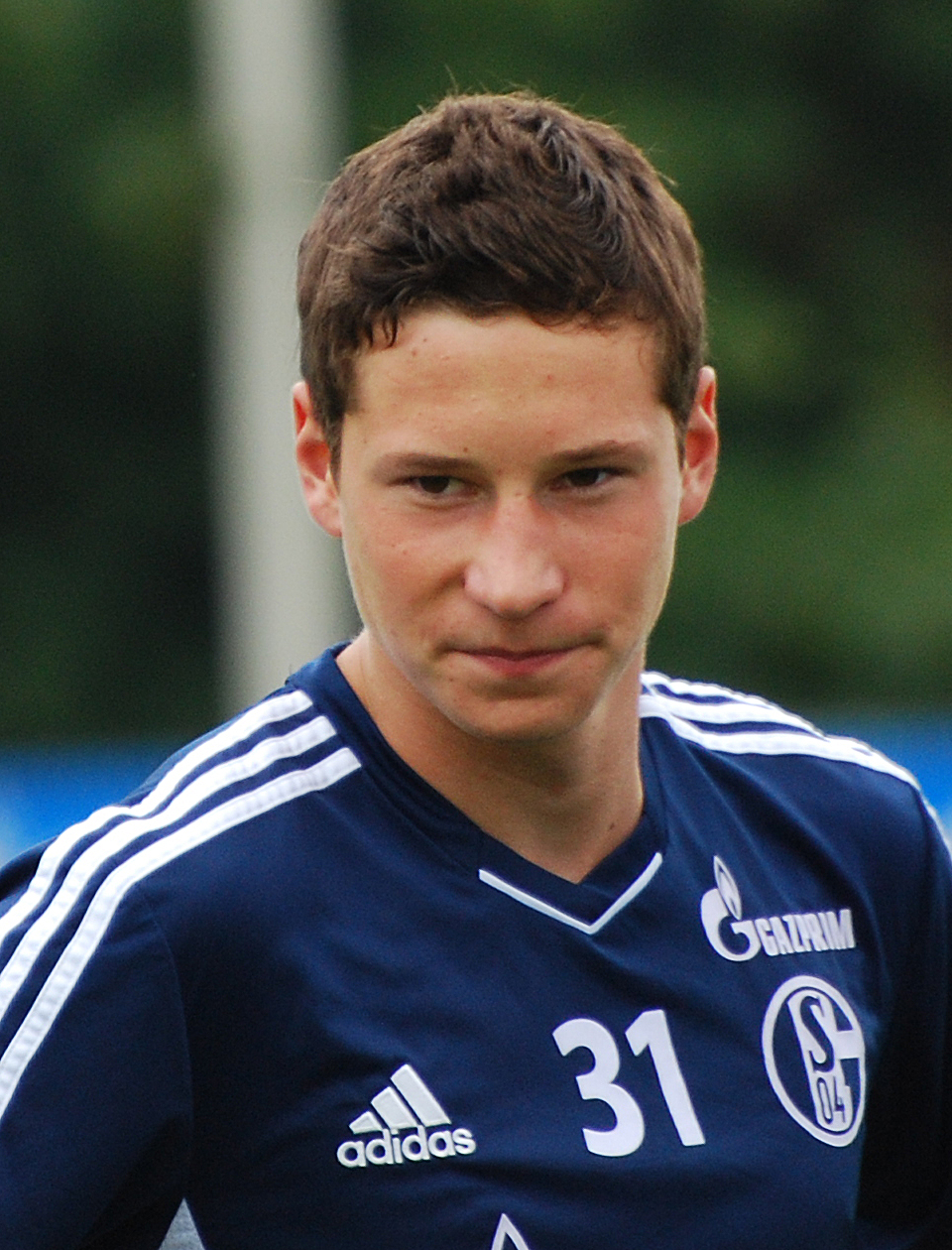
Draxler beim FC Schalke 04 (2011)

Am 15. Januar 2011 gab Draxler unter Trainer Felix Magath sein Profidebüt, als er gegen den Hamburger SV eingewechselt wurde. Mit 17 Jahren und 117 Tagen war er der jüngste Schalker Spieler, der bis dahin in der Bundesliga eingesetzt wurde. Drei Tage nach seinem Bundesligadebüt unterschrieb er bei den Schalkern einen Lizenzspielervertrag bis 2014 und stand im folgenden Spiel bei Hannover 96 (1:0) am 19. Spieltag zum ersten Mal in der Startaufstellung. Draxler leitete das 1:0 durch Raúl ein. Sein erstes Pflichtspieltor für die erste Mannschaft erzielte er kurz nach seiner Einwechslung in der Verlängerung des DFB-Pokal-Viertelfinalspiels gegen den 1. FC Nürnberg, als er in der 119. Spielminute „mit einem sehenswerten Schuss“ zum 3:2-Endstand traf.
Am 15. Februar 2011 kam Draxler zu seinem Einstand in einem europäischen Wettbewerb, als er im Hinspiel im Achtelfinale der Champions League gegen den FC Valencia eingewechselt wurde. Sein erstes Bundesliga-Tor erzielte er am 1. April 2011 beim FC St. Pauli, Die Partie wurde beim Stand von 2:0 für Schalke kurz vor Schluss abgebrochen und am 5. April vom DFB-Sportgericht mit diesem Ergebnis gewertet. Die DFL entschied, die bis zum Abbruch erzielten Tore für die Schützen zu werten.
Mit seinem 1:0 gegen den MSV Duisburg am 21. Mai 2011 wurde Draxler zum jüngsten Torschützen in einem DFB-Pokalfinale, und er ist der bisher jüngste Spieler, der den Pokal gewonnen hat. Er löste damit den bisherigen Rekordhalter Horst Trimhold, der 1959 für Schwarz-Weiß Essen beim 5:2 gegen Borussia Neunkirchen getroffen hatte, ab. Draxlers Tor wurde zum Tor des Monats Mai 2011 gewählt. Am Ende der Saison 2010/11 hatte er 15 Ligaspiele bestritten, in denen er ein Tor erzielt hatte; in drei Spielen des DFB-Pokals traf er einmal.
Zur Saison 2011/12 rückte er fest in den Profikader auf. Mit seinem Team schlug er Borussia Dortmund im DFL-Supercup 2011 mit 4:3 nach Elfmeterschießen. Draxler bestritt 30 Spiele in der Liga (zwei Tore und sechs Vorlagen). Er kam überwiegend als Linksaußen zum Einsatz. In der Europa League schied Schalke erst im Viertelfinale gegen Athletic Bilbao aus. Draxler erzielte in 13 Spielen zwei Tore.
Die Saison 2012/13 bestritt Schalke 04 international wieder in der Champions League. Das einzige Spiel, das die Schalker verloren, war das Achtelfinalrückspiel gegen Galatasaray Istanbul, wodurch der Wettbewerb für die Schalker beendet war. Im DFB-Pokal schied man wieder im Achtelfinale aus, diesmal gegen den 1. FSV Mainz 05. Mit seinem Tor zum 1:1 im Spiel gegen den HSC Montpellier löste Draxler am 3. Oktober 2012 Lars Ricken als jüngsten deutschen Torschützen in der Champions League ab, wurde seinerseits aber am 22. November 2016 durch Felix Passlack abgelöst. In dem Spiel erlitt er eine Galeazzi-Fraktur des linken Unterarmes. Am 2. März 2013 erzielte er beim 4:1-Auswärtssieg gegen den VfL Wolfsburg mit den Toren zum 1:0 und 2:1 zum ersten Mal in seiner Profikarriere zwei Treffer in einem Spiel. Am 9. März 2013 bestritt Draxler beim 2:1-Sieg im Revierderby gegen Borussia Dortmund als bis dahin jüngster Spieler sein 100. Pflichtspiel für Schalke 04 und erzielte dabei das Tor zum 1:0. In der Bundesliga spielte Draxler seine stärkste Saison: In 30 Spielen erzielte er zehn Tore und bereitet vier vor. Er kam zwar wieder überwiegend als Linksaußen zum Einsatz, spielte aber auch als Zehner.
Wegen eines Muskelfaserrisses kam Draxler in der Saison 2013/14 zu lediglich 26 Einsätzen in der Bundesliga, erzielte zwei Tore und bereitete sieben Treffer vor. Durch seinen Einsatz gegen den SC Freiburg am 3. Mai 2014 löste er mit 20 Jahren, 7 Monaten und 13 Tagen Charly Körbel als bis dahin jüngsten Spieler in der Bundesligageschichte, der 100 Einsätze absolviert hat, ab. Mittlerweile wurde Draxler in dieser Kategorie von Timo Werner abgelöst. Die Gruppenphase der Champions League wurde erfolgreich überstanden; Draxler erzielte in sechs Gruppenspielen drei Tore. Im Achtelfinale schied Schalke 04 gegen Real Madrid aus, im DFB-Pokal im Achtelfinale gegen die TSG Hoffenheim.
In der Saison 2014/15 kam Draxler wegen einer Rotsperre und eines Sehnenanrisses auf lediglich 15 Spiele in der Liga (zwei Tore). Im Achtelfinale der Champions League schied Schalke 04 erneut gegen Real Madrid aus, im DFB-Pokal in der ersten Runde.
Draxlers Vertrag lief bis Juni 2018.

### VfL Wolfsburg
Draxler wechselte am letzten Tag der Transferperiode im August 2015 zum Ligakonkurrenten VfL Wolfsburg. Er erhielt beim Pokalsieger der Vorsaison einen Fünfjahresvertrag. Sein erstes Bundesligaspiel für den VfL absolvierte er am 12. September 2015 beim 0:0 im Spiel gegen den FC Ingolstadt. Sein erstes Pflichtspieltor für die Wolfsburger erzielte er beim 1:0-Heimsieg am 15. September gegen den PFK ZSKA Moskau in der Champions-League-Gruppenphase. In 24 Bundesligaspielen standen sechs Tore und sechs Torvorlagen zu Buche. Mit dem VfL Wolfsburg schied er erst im Viertelfinale der Champions League aus – erneut gegen Real Madrid. In 13 Spielen in der Liga der Saison 2016/17 blieb er torlos.

### Paris Saint-Germain
Anfang Januar 2017 wechselte Draxler in die französische Ligue 1 zu Paris Saint-Germain. Er erhielt beim französischen Meister einen bis zum 30. Juni 2021 laufenden Vertrag. Bei seinem Debüt in der höchsten französischen Spielklasse am 14. Januar 2017 (20. Spieltag) erzielte er sein erstes Tor, den 1:0-Siegtreffer in der 40. Minute im Auswärtsspiel gegen Stade Rennes. Auch bei seiner Premiere im französischen Pokalwettbewerb gelang ihm im Spiel gegen den SC Bastia ein Treffer. Draxler traf auch bei seinem Debüt für PSG in der Champions League am 14. Februar 2017; beim 4:0-Sieg im Achtelfinal-Hinspiel gegen den FC Barcelona erzielte er das 2:0. Mit PSG gewann er viermal die französische Meisterschaft (2018, 2019, 2020 und 2022), dreimal den französischen Ligapokal (2017, 2018 und 2020), viermal den französischen Pokal (2017, 2018, 2020 und 2021) und viermal den französischen Supercup (2017, 2018, 2019 und 2020). In der Saison 2020/2021 kam er, aufgrund von Verletzungen, nur selten die vollen 90 Minuten zum Einsatz und spielte nur 22 Mal, nachdem er schon in der Vorsaison nur in elf Spielen auflief. Dennoch einigten sich beide Seiten auf eine Vertragsverlängerung bis zum Jahr 2024.

### Benfica Lissabon
Im September 2022 wurde er für eine Spielzeit an Benfica Lissabon ausgeliehen. Die Saison in Portugal war für Draxler geprägt von Verletzungen: Nachdem er fünf Ligaspiele für Benfica absolviert und ein Tor erzielt hatte, zog er sich im Oktober 2022 zunächst eine Muskelverletzung zu. Sein Comeback gab er Ende Dezember 2022. Im Februar 2023 verletzte sich Draxler dann schwer am Knöchel und musste sich einer Operation unterziehen, von der er sich bis zum Saisonende nicht erholen konnte. Somit kam Draxler auf insgesamt nur zehn Ligaspiele (ein Tor), dazu zwei Spiele im Taça de Portugal, drei Einsätze im Taça da Liga (ein Tor) sowie drei Kurzeinsätze in der UEFA Champions League.

### Al-Ahli SC
Im September 2023 wechselte Draxler nach Katar zu Al-Ahli SC, wo er laut dem Verein einen Vertrag bis Sommer 2025 unterschrieb.

## Nationalmannschaft

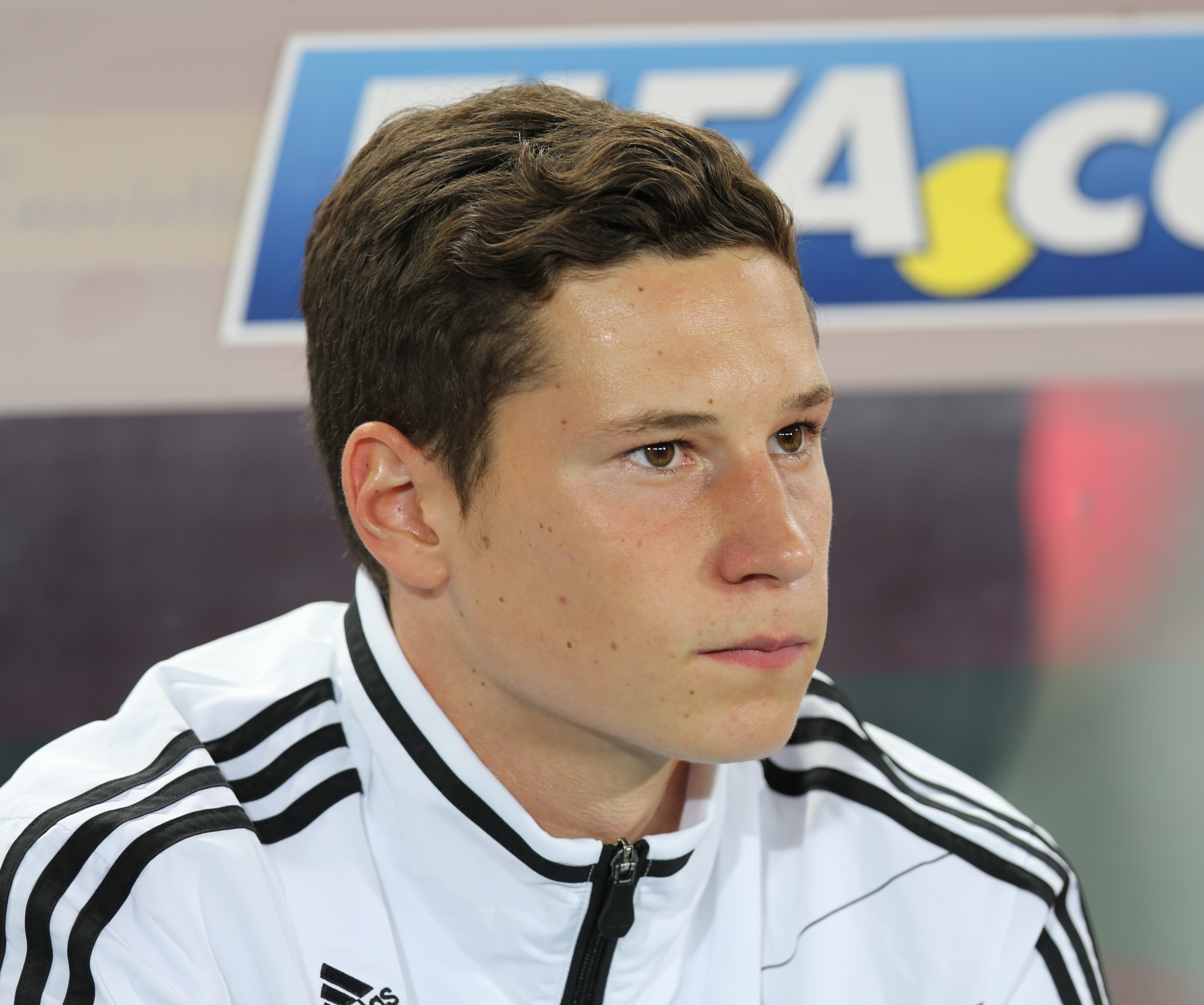
Draxler im Trainingsanzug der Nationalmannschaft (2012)

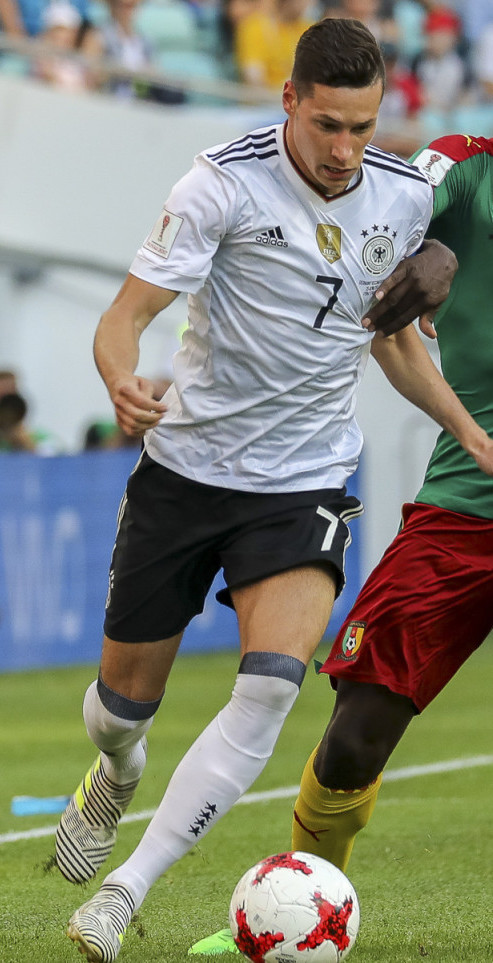
Draxler 2017 beim Konföderationen-Pokal gegen Kamerun

Nachdem Draxler seit 2010 für die deutsche U-18-Nationalmannschaft zum Einsatz gekommen war, wurde er im August 2011 zum ersten Mal in den Kader der U-21-Nationalmannschaft berufen und steuerte im Spiel gegen Zypern eine Vorlage und ein Tor zum 4:1-Endstand bei. Im Oktober 2011 wurde Draxler zum ersten Mal in der U-19 eingesetzt, wobei er in seinem zweiten Einsatz beim 2:0-Sieg gegen Montenegro das Tor zur 1:0-Führung erzielte.
In der Vorbereitung für die EM 2012 wurde Draxler erstmals vom Bundestrainer Joachim Löw in den vorläufigen Kader der deutschen Nationalmannschaft berufen. Im A-Länderspiel gegen die Schweiz am 26. Mai 2012 absolvierte er sein Debüt, bei dem er in der 62. Minute für Lukas Podolski eingewechselt wurde und den Treffer von Marco Reus zum 3:4 vorbereitete. Dennoch nominierte Löw Draxler nicht für den endgültigen Kader für die EM 2012.
Sein Startelfdebüt in der deutschen Nationalmannschaft gab Draxler am 22. März 2013 im WM-Qualifikationsspiel gegen Kasachstan. Nach einem Zusammenprall musste der damals 19-Jährige jedoch frühzeitig gegen Lukas Podolski ausgewechselt werden.
Sein erstes Tor für die Nationalmannschaft erzielte er in seinem sechsten Länderspiel am 2. Juni 2013 zum 3:4-Endstand gegen die USA. Er ist damit einer der jüngsten Torschützen und einen Tag jünger bei seinem ersten Länderspieltor als Fritz Walter.
Draxler wurde in den Kader zur Weltmeisterschaft 2014 nominiert. Im Länderspiel gegen Polen am 13. Mai 2014 war er zum ersten Mal Mannschaftskapitän und löste im Alter von 20 Jahren und 265 Tagen Christian Schmidt nach 104 Jahren als bislang jüngsten Nationalmannschaftskapitän des DFB ab. Am 8. Juli 2014 gab er beim 7:1-Sieg im WM-Halbfinalspiel gegen Brasilien sein Debüt bei einer Weltmeisterschaft, als er in der 76. Minute für Sami Khedira eingewechselt wurde. Am 13. Juli 2014 wurde die Nationalmannschaft mit einem 1:0-Sieg nach Verlängerung gegen Argentinien Weltmeister.
Bei der Europameisterschaft 2016 in Frankreich stand er im deutschen Aufgebot. In fünf der sechs Turnierpartien kam er zum Einsatz, nur im dritten Gruppenspiel gegen Nordirland blieb er auf der Bank. Im Achtelfinale gegen die Slowakei bereitete er das 2:0 vor und erzielte selbst den Treffer zum 3:0-Endstand. Anschließend wurde er zum „Man of the Match“ gewählt. Das Team kam bis ins Halbfinale und schied gegen Gastgeber Frankreich aus.
Für den Confed Cup 2017 ernannte Joachim Löw Draxler zum Mannschaftskapitän des deutschen Aufgebotes. Er führte die Mannschaft zum Turniersieg und wurde nach dem 1:0-Sieg im Finale gegen Chile von der FIFA als bester Spieler des Confed Cups ausgezeichnet. Während des Turniers kam er in allen fünf Spielen zum Einsatz und erzielte einen Treffer im ersten Gruppenspiel gegen Australien.
Der im Juni 2017 auf der Webseite des DFB veröffentlichte offene Brief Draxlers an die russischen Fußballfans wurde von Holger Gertz als Beispiel für „die zur Schau getragene Dreistigkeit“ und „Entschlossenheit“, mit der sich der Profifußball „von allen ethischen Werten entfernt“, bewertet. „Wenn einer keine Kritik üben will, warum verzichtet er nicht wenigstens darauf, die Dinge so irrsinnig naiv schönzureden?“, fragte Gertz.
Für die Europameisterschaft 2021 wurde Draxler nicht nominiert, da er laut Löw bei PSG zu wenig Spielpraxis hatte.
Anschließend spielte er unter dem neuen Bundestrainer Hansi Flick im März 2022 noch zweimal für Deutschland. Seitdem wurde er nicht mehr berücksichtigt.

## Spielweise
Besonders geschätzt wird Draxlers „Schnelligkeit sowie seine Stärke in Eins-zu-eins-Situationen“. Draxler wird vor allem auf dem linken Flügel eingesetzt, kann aber auch auf der rechten Seite und auf der „Zehn“ spielen, wo er in der Jugend eingesetzt wurde und sich dort „immer am wohlsten gefühlt“ hat. Ex-Trainer Felix Magath sagte über ihn: „Trotz seiner Jugend ist er sehr weit, was den Spielrhythmus angeht. Er ist sehr konzentriert und nicht leichtfertig oder unüberlegt. Alles was er macht, hat Hand und Fuß. Ballannahme und Ballmitnahme sind vorbildlich, da ist er weiter als mancher Profi. Er spielt frech und hat Selbstbewusstsein. Und er bringt den richtigen Zug zum Tor mit. Man merkt ihm in jeder Phase des Spiels an, dass er treffen will. Deswegen ist er für jeden ein unangenehmer Gegenspieler“. Seine Schüsse erreichen Geschwindigkeiten von bis zu 117 km/h.

## Erfolge

### Nationalmannschaft
- Weltmeister: 2014
- FIFA-Konföderationen-Pokal: 2017

### Vereine
Schalke 04
- Deutscher Pokalsieger: 2011
- Deutscher Supercup-Sieger: 2011

Paris Saint-Germain
- Französischer Meister (4): 2018, 2019, 2020, 2022
- Französischer Pokalsieger (4): 2017, 2018, 2020, 2021
- Französischer Ligapokalsieger (3): 2017, 2018, 2020
- Französischer Supercupsieger (4): 2017, 2018, 2019, 2020

Benfica Lissabon
- Portugiesischer Meister: 2023

## Auszeichnungen
- FIFA-Konföderationen-Pokal: Goldener Ball 2017
- Tor des Monats: Mai 2011,[39] Juli 2013 (Vorlage für Raúl)[40]
- Tor des Jahres: 2013 (Vorlage für Raúl)
- Fritz-Walter-Medaille: Gold in der Altersklasse U-18 2011
- Silbernes Lorbeerblatt: 2014

## Privates
Draxler besuchte zunächst das Heisenberg-Gymnasium in Gladbeck, später dann die Gesamtschule Berger Feld in Gelsenkirchen-Erle, die er im Juli 2012 mit der Fachhochschulreife (schulischer Teil nach Klasse 12) absolvierte.
Draxler ist selbst seit früher Jugend Fan von Schalke 04 und war zusammen mit seinem Vater regelmäßig Besucher der Schalker Heimspiele. Während seiner Zeit in der Schalker Jugend empfand er das Training als nicht ausreichend und trainierte mindestens zweimal in der Woche auf dem Sportplatz seines Heimatvereins.

## Karrierestatistik
| Verein              | Liga            | Saison          | Liga   | Liga | Nat. Pokal | Nat. Pokal | Europapokal | Europapokal | Andere | Andere | Gesamt | Gesamt |
| Verein              | Liga            | Saison          | Spiele | Tore | Spiele     | Tore       | Spiele      | Tore        | Spiele | Tore   | Spiele | Tore   |
| ------------------- | --------------- | --------------- | ------ | ---- | ---------- | ---------- | ----------- | ----------- | ------ | ------ | ------ | ------ |
| FC Schalke 04       | Bundesliga      | 2010/11         | 15     | 1    | 3          | 2          | 6           | 0           | -      | -      | 24     | 3      |
| FC Schalke 04       | Bundesliga      | 2011/12         | 30     | 2    | 2          | 1          | 13          | 2           | 1      | 0      | 46     | 5      |
| FC Schalke 04       | Bundesliga      | 2012/13         | 30     | 10   | 3          | 2          | 6           | 1           | -      | -      | 39     | 13     |
| FC Schalke 04       | Bundesliga      | 2013/14         | 26     | 2    | 2          | 0          | 10          | 4           | -      | -      | 38     | 6      |
| FC Schalke 04       | Bundesliga      | 2014/15         | 15     | 2    | 1          | 0          | 3           | 0           | -      | -      | 19     | 2      |
| FC Schalke 04       | Bundesliga      | 2015/16         | 3      | 1    | 1          | 0          | -           | -           | -      | -      | 4      | 1      |
| Gesamt              | Gesamt          | Gesamt          | 119    | 18   | 12         | 5          | 38          | 7           | 1      | 0      | 170    | 30     |
| VfL Wolfsburg       | Bundesliga      | 2015/16         | 21     | 5    | 1          | 0          | 9           | 3           | -      | -      | 31     | 8      |
| VfL Wolfsburg       | Bundesliga      | 2016/17         | 13     | 0    | 1          | 0          | -           | -           | -      | -      | 14     | 0      |
| Gesamt              | Gesamt          | Gesamt          | 34     | 5    | 2          | 0          | 9           | 3           | -      | -      | 45     | 8      |
| Paris Saint-Germain | Ligue 1         | 2016/17         | 17     | 4    | 6          | 5          | 2           | 1           | -      | -      | 25     | 10     |
| Paris Saint-Germain | Ligue 1         | 2017/18         | 30     | 4    | 9          | 1          | 8           | 0           | -      | -      | 47     | 5      |
| Paris Saint-Germain | Ligue 1         | 2018/19         | 31     | 3    | 8          | 2          | 7           | 0           | -      | -      | 46     | 5      |
| Paris Saint-Germain | Ligue 1         | 2019/20         | 11     | 0    | 6          | 0          | 5           | 0           | -      | -      | 22     | 0      |
| Paris Saint-Germain | Ligue 1         | 2020/21         | 24     | 4    | 5          | 0          | 5           | 0           | -      | -      | 34     | 4      |
| Paris Saint-Germain | Ligue 1         | 2021/22         | 18     | 2    | 1          | 0          | 4           | 0           | 1      | 0      | 24     | 2      |
| Gesamt              | Gesamt          | Gesamt          | 131    | 17   | 35         | 8          | 31          | 1           | 1      | 0      | 198    | 26     |
| Benfica Lissabon    | Primeira Liga   | 2022/23         | 10     | 1    | 5          | 1          | 3           | 0           | -      | -      | 18     | 2      |
| Gesamt              | Gesamt          | Gesamt          | 10     | 1    | 5          | 1          | 3           | 0           | -      | -      | 18     | 2      |
| Karriere Gesamt     | Karriere Gesamt | Karriere Gesamt | 294    | 41   | 54         | 14         | 81          | 11          | 2      | 0      | 431    | 66     |

* Stand: Saisonende 2022/23 (Quellen: footballdatabase.eu, transfermarkt.de)